# Zágor község
Zágor község (románul: Comuna Zagăr) község Maros megyében, Romániában. Központja Zágor, hozzá tartozik Szászszőllős.

## Népessége
A 2011-es népszámlálás adatai alapján a község népessége 1192 fő volt.